# Szygajewo (obwód nowosybirski)
Szygajewo (ros. Шигаево) – wieś (sieło) w Rosji, w obwodzie nowosybirskim, w rejonie suzuńskim. W 2010 liczyła 243 mieszkańców.